# Neo (álbum de Skunk D.F.)
Neo es el tercer álbum de estudio de la banda madrileña de metal alternativo Skunk D.F., lanzado a través de Zero Records en 2003.
La impresionante portada y libreto de este álbum fue realizada por Javier Jiménez con su propio estudio de diseño Zoom Creativos ganador del concurso para la portada de "Neo" que se realizó en www.skunkdf.com.

## Listado de canciones
1. "La Nueva Voluntad"
2. "Cirkus"
3. "Carpe Diem"
4. "En 5 Minutos"
5. "Los Niños Perdidos"
6. "Este Dolor"
7. "Creer"
8. "Decadente"
9. "Sin Aliento"
10. "Obsesión"

## Créditos
- Germán González - voz, letrista y programaciones.
- Pepe Arriols - bajo eléctrico, coros.
- David Obelleiro - guitarra.
- Álvaro García - batería.
- Fernando Lamoneda - guitarra.
- Dani Alcover - producción.

- Datos: Q6039922